# Jean-Michel Bismut
Jean-Michel Bismut (ur. 26 lutego 1948 w Lizbonie) – francuski matematyk, laureat Nagrody Shawa w dziedzinie matematyki z 2021 roku. Jego badania koncentrują się na pograniczu teorii prawdopodobieństwa, rachunku wariacyjnego i geometrii.

## Życiorys
Urodził się 26 lutego 1948 roku w Lizbonie, gdzie jego ojciec uczył we francuskiej szkole średniej. Uczył się tam w Lycée Charles-Lepierre do piętnastego roku życia, kiedy wyjechał z rodzicami na rok do Grecji. Ostatnią klasę szkoły średniej spędził w Lycée Louis-le-Grand.
W 1967 roku rozpoczął studia w École Polytechnique, gdzie miał zajęcia m.in. z Laurentem Schwartzem. Ukończył je w 1970, po czym uzyskał doktorat w 1973 na Université Pierre et Marie Curie (promotorami jego rozprawy zatytułowanej Analyse convexe et probabilités byli Jacques-Louis Lions i Jacques  Neveu).
Przez kilka lat był inżynierem w Corps des Mines w Marsylii, a w latach 1975-1987 zatrudniony był w École Polytechnique. Od 1976 aż do przejścia na emeryturę w 2017 pracował w Université Paris Sud. Obecnie jest profesorem emerytowanym Université Paris-Saclay.
Wypromował 11 doktorów.

## Publikacje i osiągnięcia
Autor ponad 150 artykułów. Swoje prace publikował m.in. w „Comptes Rendus. Mathématique”, „Journal of Functional Analysis”, „Compositio Mathematica”, „Journal of Differential Geometry”, „Mathematische Annalen”, „Communications on Pure and Applied Mathematics”, „Duke Mathematical Journal”, „Publications mathématiques de l'IHÉS” oraz najbardziej prestiżowych czasopismach matematycznych świata: „Annals of Mathematics”, „Journal of the American Mathematical Society", „Inventiones Mathematicae” i „Acta Mathematica”.
Bismut bada zagadnienia na pograniczu teorii prawdopodobieństwa, rachunku wariacyjnego i geometrii. Wykorzystuje przy tym idee z mechaniki klasycznej i stochastycznych równań różniczkowych.
Nagrodę Shawa otrzymał razem z Jeffem Cheegerem za ich niezwykłe spostrzeżenia, które zmieniły i nadal zmieniają współczesną geometrię.

## Wyróżnienia
W 1990 Bismut został nagrodzony przez Francuską Akademię Nauk Prix Ampère, a w 2021 otrzymał Nagrodę Shawa w dziedzinie matematyki.
W roku 1986 był prelegentem sekcyjnym, a w 1998 plenarnym na Międzynarodowym Kongresie Matematyków.
W 2011 uzyskał prestiżowy ERC Advanced Grant na lata 2012-2017.
Jest członkiem Francuskiej Akademii Nauk (od 1991), Academia Europaea (od 1998), Niemieckiej Akademii Przyrodników Leopoldina (od 2004) i National Academy of Sciences (od 2021). 